# Arnold Wilson
Pour les articles homonymes, voir Wilson.
Arnold Talbot Wilson, né à Bristol le 18 juillet 1884 et mort à la guerre près d'Eringhem le 31 mai 1940, est un militaire et homme politique britannique.

## Biographie

### Militaire et officier colonial
Fils du réformateur social, enseignant et théologien James Wilson (en), il est éduqué à Clifton College, public school progressiste dont son père est le directeur. Formé ensuite à l'Académie royale militaire de Sandhurst, il intègre la British Army en 1903, et est déployé en Inde avec le régiment d'infanterie du Wiltshire (en). Fin 1904 il est rattaché au 32e régiment des Pionniers sikhs, de l'Armée indienne britannique, avec le grade de lieutenant-colonel,.
Les Britanniques occupent la Mésopotamie durant la Première Guerre mondiale, et Arnold Wilson est posté en 1915 à Bagdad comme Commissaire civil pour le territoire, sous l'autorité de l'administrateur colonial Sir Percy Cox. Arnold Wilson, qui devient réputé pour sa très grande capacité de travail, s'attache à réformer l'administration du territoire pour en améliorer l'efficacité, et à renforcer la stabilité de la région en prenant en compte les intérêts des différents groupes ethniques et religieux. À l'issue de la Première Guerre mondiale, la Société des nations établit le Mandat britannique de Mésopotamie. En 1920 Arnold Wilson participe à la répression de la Révolte irakienne. Agissant en partie sur proposition de Wilson, le Royaume-Uni fait de Fayçal al-Hachimi, roi de Syrie déchu, le premier roi d'Irak en 1921. C'est toutefois contre l'avis d'Arnold Wilson que le Royaume-Uni met fin en 1922 au régime mandataire. Rappelé au Royaume-Uni, Wilson est fait chevalier commandeur de l'ordre de l'Empire des Indes pour services rendus,.

### Carrière politique
Quittant à la fois l'armée et le service public, il travaille alors pour la Compagnie pétrolière anglo-perse avec le rang de directeur jusqu'en 1932. En juin 1933, à l'occasion d'une élection partielle, il est élu député de la circonscription de Hitchin à la Chambre des communes du Parlement du Royaume-Uni. Appartenant à l'aile gauche du Parti conservateur pour ce qui est des enjeux sociaux, il s'exprime à la fois à la Chambre et aux travers d'articles écrits pour promouvoir une meilleure protection sociale des travailleurs et un meilleur accès des pauvres aux soins médicaux. Il s'intéresse également à la question de l'efficacité des centres d'aide à l'emploi, dans le sillage de la Grande Dépression. En matière de politique étrangère, toutefois, il exprime sa déception que le Royaume-Uni ne vienne pas en aide aux nationalistes de Francisco Franco en Espagne. Il visite l'Allemagne nazie à plusieurs reprises, rencontre Adolf Hitler et publie dans la presse britannique des articles louant les réussites du régime hitlérien,,,.

### Seconde Guerre mondiale
En octobre 1939, bien qu'âgé de 55 ans, il rejoint la force de réserve de la Royal Air Force, pour y être formé pour partir au combat. Il explique dans une lettre à un ami qu'il préfère mourir à la guerre qu'être le spectateur passif de calamités s'abattant sur son pays durant le conflit. À l'issue de sa formation, il est rattaché comme canonnier au 37e escadron de la Royal Air Force Bomber Command, avec le grade de Pilot officer. La nuit du 31 mai 1940, l'avion bombardier Vickers Wellington à bord duquel il est en mission s'écrase à proximité d'Eringhem, dans le nord de la France, probablement abattu par un canon anti-aérien allemand. Arnold Wilson et le sergeant James Brown sont tués sur le coup ; le pilote William Gray est mortellement blessé, et les deux autres membres d'équipage sont capturés par les Allemands. Sir Arnold Wilson est inhumé au cimetière de l'église d'Eringhem. Il est l'un des cinquante-six parlementaires britanniques morts à la Seconde Guerre mondiale et commémorés par un vitrail au palais de Westminster,,.